# Bouvardia conzattii
Bouvardia conzattii là một loài thực vật có hoa trong họ Thiến thảo. Loài này được Greenm. mô tả khoa học đầu tiên năm 1903.